# Distrito Escolar do Condado de Collier

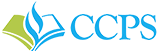
Logo oficial do Condado das Escolas Públicas de Collier(2015).

O Distrito Escolar do Condado de Collier (em inglês: District School Board of Collier County) é um distrito escolar na Flórida. Tem a sua sede no Centro Administrativo de Martin Luther King em Naples. O distrito tem cerca de 43.371 alunos. Gere 50 escolas públicas, incluindo duas escolas charter. Tem escolas públicas em Naples, Everglades City, Immokalee, e Marco Island.